# Portage (Utah)
Portage es un pueblo ubicado en el condado de Box Elder en el estado estadounidense de Utah. En el censo del año 2000 tenía una población de 257 habitantes y una densidad poblacional de 43,5 personas por km².

## Geografía
Portage se encuentra ubicado en las coordenadas 41°58′36″N 112°14′27″O / 41.97667, -112.24083. Según la Oficina del Censo, la localidad tiene un área total de 5,9 km² (2,3 mi²), de la cual toda es tierra.

## Demografía
Según la Oficina del Censo en 2000, había 257 personas y 62 familias residentes en el lugar, 98.8% de los cuales eran personas de raza blanca.
Según la Oficina del Censo en 2000 los ingresos medios por hogar en la localidad eran de $43,125, y los ingresos medios por familia eran $48,333. Los hombres tenían unos ingresos medios de $45,417 frente a los $24,688 para las mujeres. La renta per cápita para la localidad era de $13,257. Alrededor del 8.7% de la población estaban por debajo del umbral de pobreza.